# 曼弗雷迪·里扎
曼弗雷迪·里扎（義大利語：Manfredi Rizza，1991年4月26日—），意大利男子皮划艇运动员。他曾代表意大利参加2016年和2020年夏季奥林匹克运动会皮划艇比赛，其中2020年奥运会收获一枚银牌。2000年開始參與這項運動，在2012年首次參加國際賽事。目前參加的俱樂部是Canottieri Ticino: Pavia。擁有帕維亞大學機械工程學位。